# 岐阜県道68号恵那白川線
岐阜県道68号恵那白川線（ぎふけんどう68ごう えなしらかわせん）は、岐阜県恵那市から岐阜県加茂郡白川町に至る主要地方道（岐阜県道）である。

## 概要
恵那市大井町の国道19号交点が起点。恵那市長島町中野の坂の上交差点までは恵那市街を西へ進む旧国道19号である。坂の上交差点からは北西に向かう。中央自動車道恵那ICを過ぎ、木曽川を渡る。しばらく木曽川右岸に沿って西に進んだ後、中野方川に沿って北西へ向かう。恵那市中野方町中心部を過ぎると中野方峠の山道にかかる。中野方峠を越えると加茂郡白川町に入る。峠道を下ると赤川（木曽川水系飛騨川支流）沿いに西に進む。白川町赤河地区を過ぎると赤川に沿って北西に方向を変える。白川町の中心部付近の白川町河岐の岐阜県道62号下呂白川線交点が終点。

### 路線データ
- 始点：岐阜県恵那市大井町（国道19号交点）
- 終点：岐阜県加茂郡白川町河岐（岐阜県道62号下呂白川線交点）
- 総延長：約37km
- 実延長：36.432km[1]

## 歴史
- 1954年（昭和29年）1月20日 - 建設省（現・国土交通省）が主要地方道大井白川線を指定。
- 1955年（昭和30年）3月1日 - 岐阜県が主要地方道大井白川線を認定。
- 1966年（昭和41年）3月1日 - 主要地方道恵那白川線へ改称。
- 1993年（平成5年）5月11日 - 建設省から、県道恵那白川線が恵那白川線として主要地方道に再指定される[2]。

## 路線状況

### 別名
- 黒瀬街道（恵那市、白川町）

### 道路施設
- 笠置橋（木曽川、恵那市）
- 河岐トンネル（白川町）

## 地理
終点付近には白川（木曽川水系飛騨川支流）が流れる。

### 通過する自治体
- 岐阜県
  - 恵那市
  - 加茂郡
    - 白川町

### 接続路線
- 国道19号（恵那市大井町）
- 岐阜県道401号恵那峡公園線（恵那市 恵那高校北交差点）
- 岐阜県道415号恵那停車場線（恵那市 大井町交差点）
- 岐阜県道66号多治見恵那線（恵那市 坂の上交差点）
- 中央自動車道恵那IC（恵那市 恵那IC交差点）
- 岐阜県道72号恵那蛭川東白川線（恵那市 恵那IC北交差点）
- 岐阜県道394号大湫恵那線（恵那市 久須見交差点）
- 岐阜県道412号恵那八百津線（恵那市笠置町河合 河合交差点）
- 岐阜県道402号中野方七宗線（恵那市中野方町）
- 岐阜県道408号中野方苗木線（恵那市中野方町）
- 岐阜県道70号白川福岡線（加茂郡白川町三川）
- 岐阜県道83号多治見白川線（加茂郡白川町三川）
- 岐阜県道62号下呂白川線（加茂郡白川町河岐）

### 周辺
- 恵那峡サービスエリア（中央自動車道上り線）
- 岐阜県立恵那高等学校
- 恵那市立大井小学校
- 恵那文化センター
- 恵那市立長島小学校
- 恵那市立恵那北小学校
- 恵那市立恵那北中学校
- 恵那市立中野方小学校
- 白川町立蘇原小学校
- 白川町立白川中学校

### 主な峠
- 中野方峠（恵那市 - 白川町）